# Яковлев, Владимир Николаевич (врач)
Влади́мир Никола́евич Я́ковлев (род. 26 января 1950, Рига) — российский врач-пульмонолог, профессор, главный врач ГКБ имени С. П. Боткина (1996—2013).

## Биография
Родился 26 января 1950 года в городе Риге. Там же в 1967 году окончил 10 среднюю школу. Активно занимался спортивной гимнастикой, получил звание «Мастер спорта», являлся чемпионом Риги, Латвии, призером ЦС «Динамо», входил в юношескую сборную страны.
В 1971 году окончил 4 курса Рижского медицинского института, в 1973 — Военно-медицинский факультет при Томском медицинском институте. В 1973—1978 годы служил в группе Советских войск в Германии — начальником медицинского пункта войсковой части, затем, после усовершенствования по терапии в госпитале г. Белиц, ординатором терапевтического отделения госпиталя. Неоднократно участвовал в учениях по медицинскому обеспечению воинских частей.
В 1980 году окончил факультет руководящего медицинского состава Военно-медицинской академии им. С. М. Кирова по специальности лечебно-профилактическое обеспечение по кафедре терапии усовершенствования врачей № 1 (начальник кафедры профессор Д. Я. Шурыгин).
В 1980—1990 годы служил в ГВКГ им. Н.Н. Бурденко ординатором, старшим ординатором, начальником пульмонологического отделения. Одновременно с 1987 года преподавал на кафедре терапии Военно-медицинского факультета при ЦОЛИУВ (начальник кафедры член-корреспондент АМН СССР Е. В. Гембицкий).
В 1990—1995 годы — старший преподаватель, начальник кафедры медицинской реабилитации и физических методов лечения Военно-медицинского факультета при ЦОЛИУВ. Завершил службу в Российской армии в звании полковника медицинской службы.
С 1995 года — заместитель главного врача по терапии, первый заместитель главного врача, в 1996—2013 годы — главный врач Городской клинической больницы им. С. П. Боткина. За этот период в больнице был введён в строй новый 800-коечный хирургический корпус, оснащённый высокотехнологичным оборудованием, созданы отделения сердечно-сосудистой хирургии, хирургической реанимации для больных с сердечно-сосудистыми заболеваниями, рентгенхирургических методов лечения, ортопедии, проктологии, спортивной медицины, терапевтической реабилитации, хирургической реабилитации; реконструирован и переоснащён высокотехнологичным оборудованием урологический корпус. Общее число операций увеличилось на 37,5 %, высокотехнологичных операций — на 21,3 %, эндопротезирования крупных суставов — в 3 раза, высокодозной иммуносупрессивной терапии с введением моноклональных антител — в 5 раз.
Одновременно в 1996—1999 годы — профессор кафедры нефрологии, с 2009 года — профессор кафедры терапии и подростковой медицины РМАПО.

### Семья
Отец — Николай Васильевич Яковлев (1920—2006), участник Великой Отечественной войны, завершил службу в звании полковника в должности заместителя начальника организационно-мобилизационного управления штаба Прибалтийского военного округа, награждён 4 орденами и многими медалями.
Мать — Елена Михайловна Яковлева (1924—2004), окончила Московский юридический институт, работала адвокатом в Москве и Риге.
Женат, двое детей, 3 внуков.

## Научная деятельность
В 1986 году защитил кандидатскую, в 1991 — докторскую диссертацию. Доцент (1991), профессор (1992).
Основные направления исследований:
- патогенез и лечение бронхообструктивного синдрома при острых и хронических заболеваниях лёгких,
- комплексные методы диагностики и лечения острой пневмонии у больных острым лейкозом и раком лёгкого с использованием приоритетных эндоскопических методов иммуннокорекции и иммуномодуляторов общего действия, бронхита при химиотерапии.
- реабилитация больных после аорто-коронарного шунтирования и инфаркта миокарда, гипертонической болезни,
- эпидемиологически исследования в многопрофильном стационаре
- респираторный дистресс-синдром взрослых при различных заболеваниях, травмах, в акушерстве и гинекологии[1][2].

Член Учёного совета Российской академии последипломного образования, член Арбитражной экспертной комиссии фонда ОМС г. Москвы; главный редактор «Московского медицинского журнала» (1998—2007). Член Всероссийского научного общества пульмонологов, Европейского респираторного общества. Академик РАЕН (1999).
Подготовил 5 кандидатов наук. Автор более 300 печатных работ, в том числе 5 монографий, учебно-методических рекомендаций и пособий, 7 патентов на изобретения (методы лечения бронхолёгочных и кардиологических заболеваний).

## Награды
- Заслуженный врач Российской Федерации (1998)[2]
- Премия города Москвы в области медицины за 2001 год — за книгу «Очерки клинической пульмонологии» (совместно с В. Г. Алексеевым; 3.7.2002)[4]
- Орден Почёта (2008)[5]
- Премия Правительства Российской Федерации в области науки и техники 2010 года (2011)

- медали:
  - «За безупречную службу» I, II, III степени
  - «60 лет Вооружённых Сил СССР»
  - «70 лет Вооружённых Сил СССР»
  - «200 лет Министерству обороны»
  - «За взаимодействие» (СВР России)
  - «За боевое содружество» (МВД России)
  - «90 лет ИНО-ПГУ-СВР» (СВР России)
  - «100 лет профсоюзам России»
  - «300 лет Российскому флоту»
  - «За вклад в развитие медицины и здравоохранения» (РАЕН, 1999)
- ведомственные и общественные награды
  - Благодарности Председателя Совета Федерации, Председателя Государственной Думы Федерального Собрания РФ
  - Почётные грамоты Мэра Москвы, Московской городской Думы
  - Диплом Московской городской Думы
  - Орден «Петра Великого» I степени
  - Медаль П. Л. Капицы «Автору научного открытия»
  - Медаль Н. И. Пирогова
  - Почётные знаки:
    - Совета Безопасности РФ
    - «За заслуги в развитии науки и экономики» (РАЕН, 1998)

  - Знак отличия «За безупречную службу городу Москве ХХХ лет» (2010).